# Sertularella africana
Sertularella africana är en nässeldjursart som beskrevs av Eberhard Stechow 1919. Sertularella africana ingår i släktet Sertularella och familjen Sertulariidae. Inga underarter finns listade i Catalogue of Life.